# Högskolepedagogik
Högskolepedagogik, även universitetspedagogik, är ett vetenskapligt område som behandlar frågor om förhållningssätt till undervisning och om metoder för undervisning på universitet eller högskola.  Det är en gren av pedagogiken som innehåller kunskap om lärandeteorier, undervisningsmetoder och studenters lärande i högre utbildning.
Universitet och högskolor har de senaste åren genomgått stora förändringar inriktade mot en mer demokratisk och jämlik utbildning. Undervisningen har utvecklats från överföring av kunskap till ett mer studentcentrerat lärande, där man också använder informations- och kommunikationsteknik (IKT), vilket innebär stora utmaningar för anställda lärare.
Undervisning vid svenska lärosäten ska enligt högskolelagen vila på vetenskaplig grund. Forskning och undervisning i högskolepedagogik bedrivs på alla högre lärosäten i Sverige. Utbildningen i högskolepedagogik sker vanligtvis i form av internutbildning för anställda universitetslärare eller antagna doktorander. Den första examen (magisterexamen) i detta ämne utfärdades 2012 vid Göteborgs universitet.